# Comuna de Aleksandrów Łódzki
Aleksandrów Łódzki (polaco: Gmina Aleksandrów Łódzki) é uma gminy (comuna) na Polónia, na voivodia de Lodz e no condado de Zgierski.
De acordo com os censos de 2004, a comuna tem 25 899 habitantes, com uma densidade 224,1 hab/km².

## Área
Estende-se por uma área de 115,58 km², incluindo:
- área agricola: 60%
- área florestal: 26%

## Demografia
Dados de 30 de Junho 2004:
|                      | Total   | Total | Mulheres | Mulheres | Homens  | Homens |
| -------------------- | ------- | ----- | -------- | -------- | ------- | ------ |
|                      | pessoas | %     | pessoas  | %        | pessoas | %      |
| População            | 25 899  | 100   | 13 470   | 52       | 12 429  | 48     |
| Densidade (pop./km²) | 224,1   | 100   | 116,5    | 116,5    | 107,5   | 107,5  |

De acordo com dados de 2002, o rendimento médio per capita ascendia a 1167,14 zł.

## Subdivisões
- Bełdów, Bełdów-Krzywa Wieś, Chrośno, Ciężków, Jastrzębie Górne, Kolonia Brużyca, Krzywiec, Księstwo, Brużyczka Mała, Nakielnica, Nowe Krasnodęby, Rąbień AB, Ruda-Bugaj, Sanie, Słowak, Sobień, Stare Krasnodęby, Wola Grzymkowa, Zgniłe Błoto.

## Comunas vizinhas
- Dalików, Konstantynów Łódzki, Lutomiersk, Łódź, Zgierz, Zgierz